# Fischerspooner
Fischerspooner — американский электронный дуэт, играющий в стиле электроклэш, созданный в 1998 году в Нью-Йорке, название которого произошло от фамилий его авторов — Уоррена Фишера (Warren Fischer) и Кейси Спунера (Casey Spooner). Эти ребята известны тем, что возродили ретро-электропоп саунд (треки Kraftwerk, Depeche Mode и Гари Ньюмана (Gary Numan)) в новом свете, с новой студийной обработкой. Fischerspooner производит странную, но очень оригинальную танцевальную музыку.
Их первые альбомы являются отличными саундтреками к их сценическим выступлениям, а вот более поздние диски стали просто материалом, который дуэт играл в своих сетах. Их дебютный альбом, который называется «#1» (или Best Album Ever) был выпущен на многих лейблах.

## Карьера
Дуэт, сформированный музыкантом Уорреном Фишером и видео-художником и экспериментальным театральным исполнителем Кейси Спунером, после своего импровизированного исполнения их трека «Indian Cab Driver» в Astor Place Starbucks вырос до 20 участников, большинство которых танцоры и приглашенные вокалисты.
«Мы начали с баловства, которое переросло в настоящее развлечение», — рассказал Кейси Спунер в интервью 2009 года.

### #1 (2001)
Их дебютный альбом «#1» был выпущен на нескольких лейблах, включая International DJ Gigolo, Ministry of Sound и Capitol Records, и включает их хит-синглы «Sweetness», «Emerge» и ковер-трек «The 15th» от Wire. В последние месяцы 2004 года Fischerspooner открывал свои FS Studios в Нью-Йорке для публики в течение нескольких часов раз в неделю, что позволяло людям встречаться с группой и производственной командой для ознакомления с новыми музыкальными программами и клипами, а также музыки и танцев над которыми велась работа.

### Odyssey(2005)
В 2005 году вышел альбом Odyssey, второй альбом дуэта. В альбоме были песни, которые были более структурированы и более похожи на стиль электропоп, чем на электроклэш.

### Entertainment(2009)
Первый сингл «The Best Revenge» был выпущен 14 января 2008 года на французском лейбле «Kitsune Music». В состав сингла помимо оригинальной версии были включены ремиксы от таких исполнителей как Autokratz, Tocadisco, Alex Gopher, The Passions и Tony Senghore. Позже, состоялся релиз второго сингла «Danse en France».
4 мая 2009 года полноценный третий альбом Entertainment был выпущен в свет. Продюсером альбома является Jeff Saltzman, в свое время приложивший руку к альбомам таких коллективов как The Killers, The Black Keys, The Sounds.
Обложка к данному альбому была отмечена электронным журналом «Pitchfork» чуть ли не как «худшая в 2009 году обложка».

### SIR(2018)
Альбом SIR вышел 16 февраля 2018 года на лейбле Ultra. Группа выпустила первый сингл «Have Fun Tonight» 19 июня 2017 года.

## Участники
- Уоррен Фишер — композитор
- Кейси Спунер — автор песен, вокал
- Сэм Кирни — гитара
- Иеремия Клэнси — помощник Кейси, актёр
- Адам Кристал — клавишные
- Синди Грин — вокал
- Лиззи Йодер — вокал
- Ян Пай — музыкальный руководитель, барабаны
- Ванесса Уолтерс — хореограф, танцор
- Стефани Диксон — танцор

## Дискография

### Альбомы
- Bootleg (self-titled, with PS1 Cover Artwork) (1998)
- Fischerspooner (2000) — «For Those Who Know» Release
- #1/Best Album Ever — «International DJ Gigolos» Release (2001)
- #1 — Ministry of Sound Release (2002); Capitol Records reissue with DVD in (2003)
- Odyssey (2005)
- Entertainment (2009)
- SIR (2018)

### Синглы
| Год  | Название                             | Позиция в чартах | Позиция в чартах | Альбом                 |
| Год  | Название                             | UK               | U.S. Dance       | Альбом                 |
| ---- | ------------------------------------ | ---------------- | ---------------- | ---------------------- |
| 2001 | «Emerge»                             | 127              | —                | #1 или Best Album Ever |
| 2002 | «Emerge» (rerelease)                 | 24               | 18               | #1 или Best Album Ever |
| 2002 | «The 15th»                           | —                | 21               | #1 или Best Album Ever |
| 2003 | «L.A. Song» / «Sweetness»            | —                | —                | #1 или Best Album Ever |
| 2005 | «Just Let Go»                        | —                | 7                | Odyssey                |
| 2005 | «Never Win»                          | 55               | 17               | Odyssey                |
| 2005 | «A Kick In The Teeth» / «All We Are» | —                | —                | Odyssey                |
| 2006 | «We Need A War»                      | —                | —                | Odyssey                |
| 2008 | «The Best Revenge»                   | —                | —                | Entertainment          |
| 2008 | «Danse En France»                    | —                | —                | Entertainment          |
| 2009 | «Supply & Demand»                    | —                | —                | Entertainment          |
| 2009 | «We Are Electric»                    | —                | —                | Entertainment          |
| 2011 | «Infidels Of The World Unite»        | —                | —                | Entertainment          |
| 2017 | «Have fun Tonight»                   | —                | —                | SIR                    |

### Клипы
- «Emerge» — Original version (2000)
- «Emerge» — Skin version (2003)
- «The 15th» (2003)
- «Sweetness» (2003)
- «Just Let Go» (2005)
- «Never Win» (2005)
- «Never Win» — Mirwais version (2005)
- «All We Are» (made for a Coca-Cola project by Rex & Tennant) (2006)
- «Get Confused» (2008)
- «We Are Electric» (2009)
- «The Best Revenge» (2011)
- «Have Fun Tonight» (2017)